# Epistomariidae
Epistomariidae es una familia de foraminíferos bentónicos de la superfamilia Asterigerinoidea, del suborden Rotaliina y del orden Rotaliida. Su rango cronoestratigráfico abarca desde el Santoniense superior (Cretácico superior) hasta la Actualidad.

## Clasificación
Epistomariidae incluye a las siguientes subfamilias y géneros:
- Subfamilia Epistomariinae
  - Asanonella
  - Epistomaria †
  - Hildemannia
  - Monspeliensina †
  - Pseudoeponides
- Subfamilia Eponidellinae
  - Elphidioides †
  - Eponidella
- Subfamilia Nuttallidinae
  - Nuttallides †
  - Nuttallinella †
- Subfamilia Palmerinellinae
  - Palmerinella

Otro género de Epistomariidae no asignado a ninguna subfamilia es:
- Patagiatella

Otros géneros considerados en Epistomariidae son:
- Epistomariella de la subfamilia Epistomariinae, aceptado como Pseudoeponides
- Epistomella de la subfamilia Epistomariinae, aceptado como Epistomaria
- Nuttallina † de la subfamilia Nuttallidinae, sustituido por Nuttallinella
- Paranonion de la subfamilia Eponidellinae, aceptado como Eponidella
- Pseudogyroidina de la subfamilia Eponidellinae, aceptado como Eponidella
- Taxyella † de la subfamilia Epistomariinae, aceptado como Monspeliensina